# Dick's Picks Volume 32
Dick's Picks Volume 32 es el trigésimo segundo álbum en vivo de Dick's Picks, serie  de lanzamientos en vivo de la banda estadounidense Grateful Dead. Fue grabado el 7 de agosto de 1982 en el Alpine Valley Music Theatre, en East Troy, Wisconsin.

## Caveat emptor
Cada volumen de Dick's Picks tiene su propia etiqueta “caveat emptor”, que informa al oyente sobre la calidad del sonido de la grabación. La etiqueta del volumen 32 dice:
“A estas alturas, después de 11 años y 31 volúmenes anteriores de Dick's Picks, la mayoría de ustedes ignoran estas terribles advertencias de audio. Por lo tanto, de vez en cuando necesito recordarles los problemas inherentes en algunas de nuestras fuentes musicales. El master para Alpine 8-7-82, es un casete... sí, el casete humilde y olvidado. Está bastante bien conservado, pero no obstante es un casete sónicamente limitado. Además de eso, debido a consideraciones primordiales en el momento del espectáculo, esta mezcla es tímida con los instrumentos de bajo. Dicho esto, este es un gran espectáculo, y esa es la principal consideración de DP, ¿verdad? Entonces, deja que la música y la actuación salten y te atrapen, ¡y disfruta!
—Con amor, JN”

## Recepción de la crítica
Stuart Henderson, contribuidor de PopMatters, escribió: “Dick’s Picks #32 es bueno, pero es un espectáculo significativamente menos esencial para los fanáticos y ciertamente no es el lugar para comenzar para los neófitos. Aunque entre las mejores actuaciones de 1982, los primeros años de la década de 1980 no fueron un gran período para el grupo, ya que los miembros lucharon contra una variedad de adicciones, los conjuntos a menudo se enumeran entre versiones sin inspiración y algún material nuevo débil, y gran parte de la chispa de improvisación parecía haberse desvanecido. Pero ninguno de los típicos problemas de Dead de principios de los años 1980 son evidentes en este programa”.
En una reseña para AllMusic, Lindsay Planer declaró: “A pesar de que este volumen se masterizó a partir de una cinta de casete, la potente interpretación supera con creces cualquier anomalía sónica audible”.
John Metzger, crítico de The Music Box comentó: “El espectáculo presentado en Dick's Picks, Volume 32 está bastante lejos de ser la velada musical más horrible jamás presentada por el grupo. De hecho, el mayor problema con la nueva colección es que el conjunto se instaló sin esfuerzo en su modo de operación impulsado por piloto automático, mostrando ocasionalmente destellos de brillantez dentro de su sólido, si no innovador, conjunto de canciones”.

## Lista de canciones
Todas las canciones escritas y compuestas por Jerry Garcia y Robert Hunter, excepto donde esta anotado. 
| Disco uno |                               |                                     |          |  |
| N.º       | Título                        | Escritor(es)                        | Duración |  |
| 1.        | «The Music Never Stopped»     | John Perry Barlow Bob Weir          | 4:20     |  |
| 2.        | «Sugaree»                     |                                     | 9:52     |  |
| 3.        | «The Music Never Stopped»     | Barlow Weir                         | 4:00     |  |
| 4.        | «Me and My Uncle»             | John Phillips                       | 3:03     |  |
| 5.        | «Big River»                   | Johnny Cash                         | 6:13     |  |
| 6.        | «It Must Have Been the Roses» | Hunter                              | 5:51     |  |
| 7.        | «C.C. Rider»                  | tradicional, arr. por Grateful Dead | 7:35     |  |
| 8.        | «Ramble On Rose»              |                                     | 7:32     |  |
| 9.        | «Beat It On Down the Line»    | Jesse Fuller                        | 3:12     |  |
| 10.       | «On the Road Again»           | tradicional, arr. por Grateful Dead | 3:05     |  |
| 11.       | «Althea»                      |                                     | 7:57     |  |
| 12.       | «Let It Grow»                 | Barlow Weir                         | 11:47    |  |
| 13.       | «U.S. Blues»                  |                                     | 6:42     |  |

| Disco dos |                            |                                     |          |  |
| N.º       | Título                     | Escritor(es)                        | Duración |  |
| 1.        | «China Cat Sunflower»      |                                     | 7:44     |  |
| 2.        | «I Know You Rider»         | tradicional, arr. por Grateful Dead | 8:30     |  |
| 3.        | «Man Smart, Woman Smarter» | Norman Span                         | 6:40     |  |
| 4.        | «Ship of Fools»            |                                     | 11:15    |  |
| 5.        | «Playing in the Band»      | Mickey Hart Hunter Weir             | 5:31     |  |
| 6.        | «Drums»                    | Hart Bill Kreutzmann                | 5:32     |  |
| 7.        | «Space»                    | Garcia Phil Lesh Weir               | 5:52     |  |
| 8.        | «The Wheel»                | Garcia Hunter Kreutzman             | 4:09     |  |
| 9.        | «Playing in the Band»      | Hart Hunter Weir                    | 10:12    |  |
| 10.       | «Morning Dew»              | Bonnie Dobson Tim Rose              | 5:00     |  |
| 11.       | «One More Saturday Night»  | Weir                                | 5:16     |  |

## Créditos y personal
Créditos adaptados desde el folleto que acompaña al CD.
Grateful Dead
- Jerry Garcia – voz principal y coros, guitarra líder
- Mickey Hart – batería
- Bill Kreutzmann – batería
- Phil Lesh – bajo eléctrico, coros
- Brent Mydland – teclado
- Bob Weir – guitarra rítmica, coros

Personal técnico
- Dan Healy – grabación
- Jeffrey Norman – masterización
- David Lemieux – archivista
- Eileen Law/Grateful Dead Archives – investigadora de archivo

Diseño
- Robert Minkin – ilustración, diseño de embalaje, fotografía
- Bill Turley – fotografía